# 鳥取県道174号用瀬停車場線
鳥取県道174号用瀬停車場線（とっとりけんどう174ごう もちがせていしゃじょうせん）は、鳥取県鳥取市を通る一般県道である。

## 概要
鳥取市用瀬町用瀬から鳥取市用瀬町古用瀬に至る。

### 路線データ
- 起点：鳥取県鳥取市用瀬町用瀬（JR西日本因美線 用瀬駅前）
- 終点：鳥取県鳥取市用瀬町古用瀬（国道53号交点）

## 地理

### 通過する自治体
- 鳥取県
  - 鳥取市

### 交差する道路
| 交差する道路            | 交差する場所 | 交差する場所 |
| ----------------------- | ------------ | ------------ |
| 国道53号 国道373号 重複 | 用瀬町古用瀬 | 終点         |

### 沿線
- JR西日本因美線 用瀬駅
- 用瀬郵便局
- 鳥取市立用瀬小学校
- 千代川